# Brauerei Friedmann
Die Brauerei Friedmann ist eine Bierbrauerei in Gräfenberg. Es werden fünf Mitarbeiter beschäftigt und der jährliche Ausstoß beträgt ca. 5000 Hektoliter.
Im Jahr 1875 wurde das damalige „Heldsche Brauhaus“ von Christoph Friedmann übernommen. Seitdem ist die Brauerei in Familienbesitz. Zur Brauerei in Gräfenberg gehören der Biergarten zum Bergschlösschen und die Gaststätten Friedmann’s Bräustüberl und Gasthof Goldener Stiefel. Die Brauerei ist Teil Bierwanderweges „Fünf-Seidla-Steig“. Unter anderem folgende Biersorten werden angeboten::  Gräfenberger Weiße und Sigi’s Lager. Die Biersorte „Ritter Wirnt Trunk“ wurde nach dem Dichter Wirnt von Grafenberg benannt, welcher vermutlich aus Gräfenberg stammt. 